# Les Molières
Les Molières [le mɔljɛʁ] ist ein Dorf und eine Gemeinde mit 1935 Einwohnern (Stand 1. Januar 2022) im französischen Département Essonne in der Region Île-de-France. Die Einwohner werden Molièrois genannt.

## Geographie
Die Gemeinde liegt rund 30 Kilometer südwestlich von Paris. Nachbargemeinden sind:
- Saint-Rémy-lès-Chevreuse
- Gometz-la-Ville
- Limours
- Pecqueuse
- Boullay-les-Troux

## Bevölkerungsentwicklung
| Jahr      | 1968 | 1975 | 1982 | 1990 | 1999 | 2006 | 2011 |
| Einwohner | 645  | 983  | 1125 | 1559 | 1654 | 1804 | 1971 |